# La velada del año
La velada del año es un evento de boxeo aficionado entre streamers, creadores de contenido y celebridades, comprado y organizado por Ibai Llanos. Es retransmitido en Twitch anualmente desde 2021, consiguiendo el récord a la retransmisión más vista de la plataforma en la segunda, tercera, cuarta y quinta edición del evento.

## Primera edición (2021)
La primera edición del evento se llevó a cabo el 26 de mayo de 2021 en Barcelona. El acceso al recinto fue limitado para personajes públicos del mundo del entretenimiento. Se convirtió durante su emisión en el segundo directo de Twitch con mayor número de espectadores simultáneos (1 502 295), que mantiene hasta 2023 el quinto puesto.

### Combates
| Luchador 1                                              | vs. | Luchador 2 |
| ------------------------------------------------------- | --- | ---------- |
| Future                                                  | vs. | Torete     |
| Mr. Jagger                                              | vs. | byViruZz   |
| Reven                                                   | vs. | ElMillor   |
| Las casillas sombreadas indican el ganador del combate. |     |            |

### Actuaciones
| Artista | Canciones                           |
| ------- | ----------------------------------- |
| Blon    | «Dracarys», «Joe Exotic»            |
| Rojuu   | «Umi», «#BrooklynBloodPop! (Remix)» |
| Piezas  | «Kenshin»                           |

## Segunda edición (2022)
La segunda edición del evento se disputó el 25 de junio de 2022 en el Pabellón Olímpico de Badalona, con capacidad de 12 760 espectadores. Se convirtió durante su emisión en el directo de Twitch con mayor número de espectadores simultáneos (3 356 074). Sus patrocinadores fueron ElPozo, Everlast, Grefusa, Disney+, Spotify, Telepizza, Samsung y Pepsi Max.

### Combates
| Luchador 1                                              | vs. | Luchador 2  |
| ------------------------------------------------------- | --- | ----------- |
| Carola                                                  | vs. | Spursito    |
| Ari Gameplays                                           | vs. | Paracetamor |
| Momo                                                    | vs. | byViruZz    |
| Luzu                                                    | vs. | Lolito Fdez |
| David Bustamante                                        | vs. | Mr. Jagger  |
| Las casillas sombreadas indican el ganador del combate. |     |             |

En un principio el contrincante de Mr. Jagger iba a ser el actor español Jaime Lorente, pero finalmente no pudo participar por motivos de trabajo y fue sustituido por el cantante David Bustamante.

### Actuaciones
| Artista      | Canciones |
| ------------ | --- |
| Rels B       | «¿Cómo te va, querida?», «Sin mirar las señales», «Buenos genes», «Un verano en Mallorca», «A mí» |
| Nicki Nicole | «Colocao», «BZRP Music Sessions, Vol. 13», «Ella no es tuya (Remix)», «Mamichula», «Wapo Traketero» |
| Duki         | «Hello Cotto», «Top 5», «Si quieren frontear», «Sin frenos», «Malbec», «Goteo» |
| Quevedo      | «Ahora 2», «Respuesta cero», «Nonstop», «Piel de cordero», «Ahora y siempre», «Cayó la noche (Remix)» |
| Bizarrap     | «BZRP Music Sessions, Vol. 36», «BZRP Music Sessions, Vol. 38», «BZRP Music Sessions, Vol. 40», «BZRP Music Sessions, Vol. 47», «BZRP Music Sessions, Vol. 51», «BZRP Music Sessions, Vol. 41» «BZRP Music Sessions, Vol. 48», «Malbec» |

Además de las propias actuaciones que se realizaron en un escenario, hubo otra intervención de un artista que se expone en la siguiente tabla:
| Artista | Contexto                                                                                            |
| ------- | --------------------------------------------------------------------------------------------------- |
| Duki    | Durante la salida de Momo al ring, fue acompañado por el rapero mientras cantaba «Sudor y trabajo». |

## Tercera edición (2023)

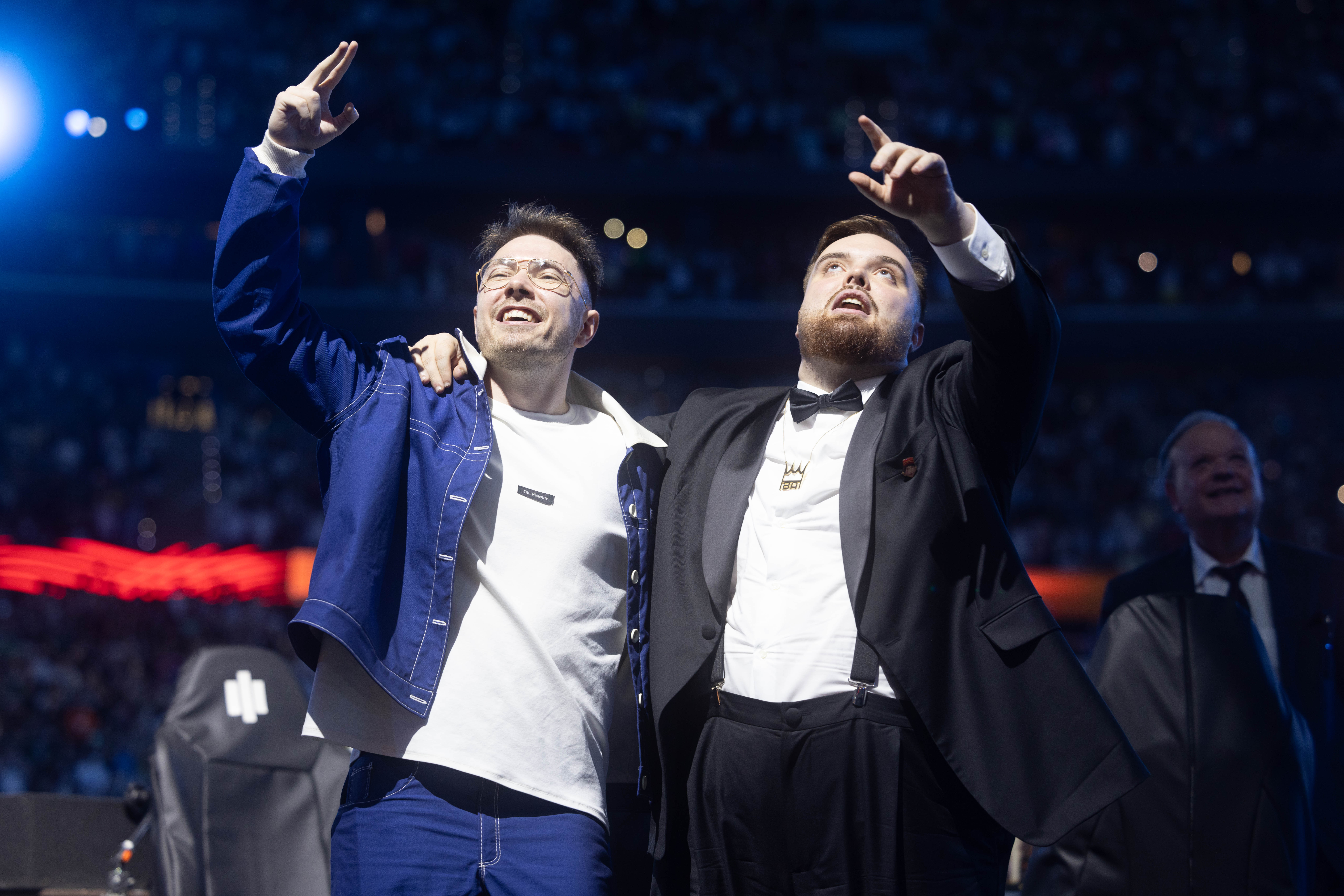
Ibai Llanos junto a Reven en la tercera edición de La Velada del Año.

La tercera edición se disputó el 1 de julio de 2023 en el Estadio Metropolitano de Madrid, con capacidad para 70.460 espectadores. Esta edición alcanzó de nuevo el récord a la retransmisión más vista de Twitch con un pico de 3 449 999 espectadores. El evento consiguió vender todas sus entradas disponibles en aproximadamente una hora. Además, esta edición contó con los patrocinadores ElPozo, ALSA, Revolut, Coca-Cola, Spotify, Grefusa, Mahou y iGraal.

### Combates
| Luchador 1                                              | vs. | Luchador 2       |
| ------------------------------------------------------- | --- | ---------------- |
| Ampeter                                                 | vs. | Abraham Mateo    |
| Marina Rivers                                           | vs. | Rivers           |
| Fernanfloo                                              | vs. | Luzu             |
| Misho                                                   | vs. | Shelao           |
| Mayichi                                                 | vs. | Rivers           |
| Coscu                                                   | vs. | Germán Garmendia |
| Las casillas sombreadas indican el ganador del combate. |     |                  |

En un principio el contrincante de Shelao iba a ser el streamer y youtuber español Viruzz, el de Ampeter el también streamer y youtuber español Papi Gavi y la de Mayichi iba a ser la streamer estadounidense Amouranth. Este primero sufrió una lesión ocular provocada por DK Money que le impidió finalmente pelear. Fue sustituido por el streamer búlgaro Misho. Papi Gavi no superó los exámenes médicos previos por su neuroblastoma y fue sustituido por el cantante español Abraham Mateo. Amouranth canceló su presencia a 4 días del evento por las consecuencias de su insuficiencia ovárica; es por ello que la streamer mexicana Samy Rivera, más conocida como Rivers, la cual ya combatió anteriormente contra la tiktoker e influencer Marina Rivera, también conocida como Rivers en las redes, fue la elegida para combatir contra Mayichi. La combatiente de Mayichi fue anunciada poco antes de comenzar el combate.

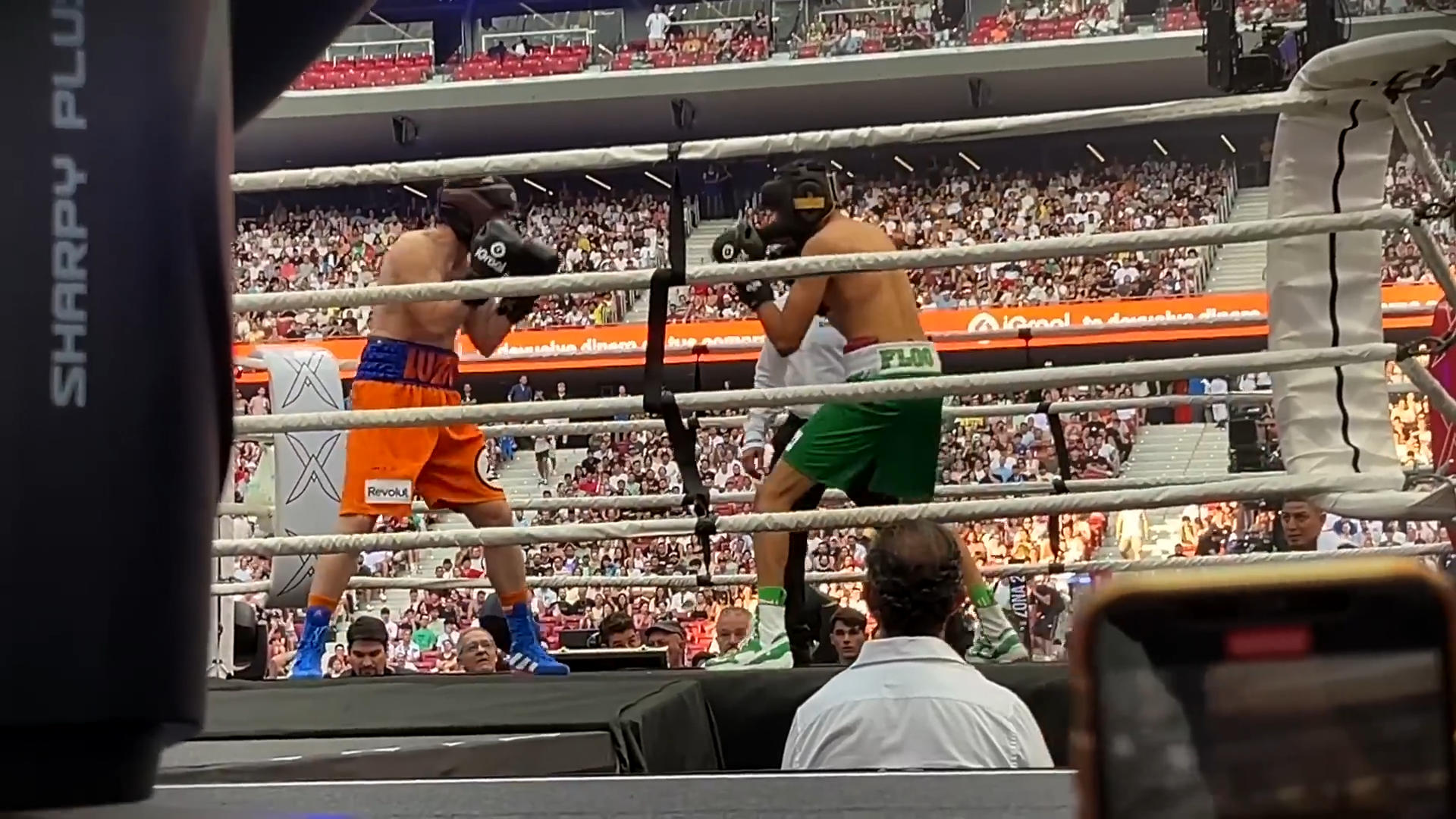
Fernanfloo vs. Luzu
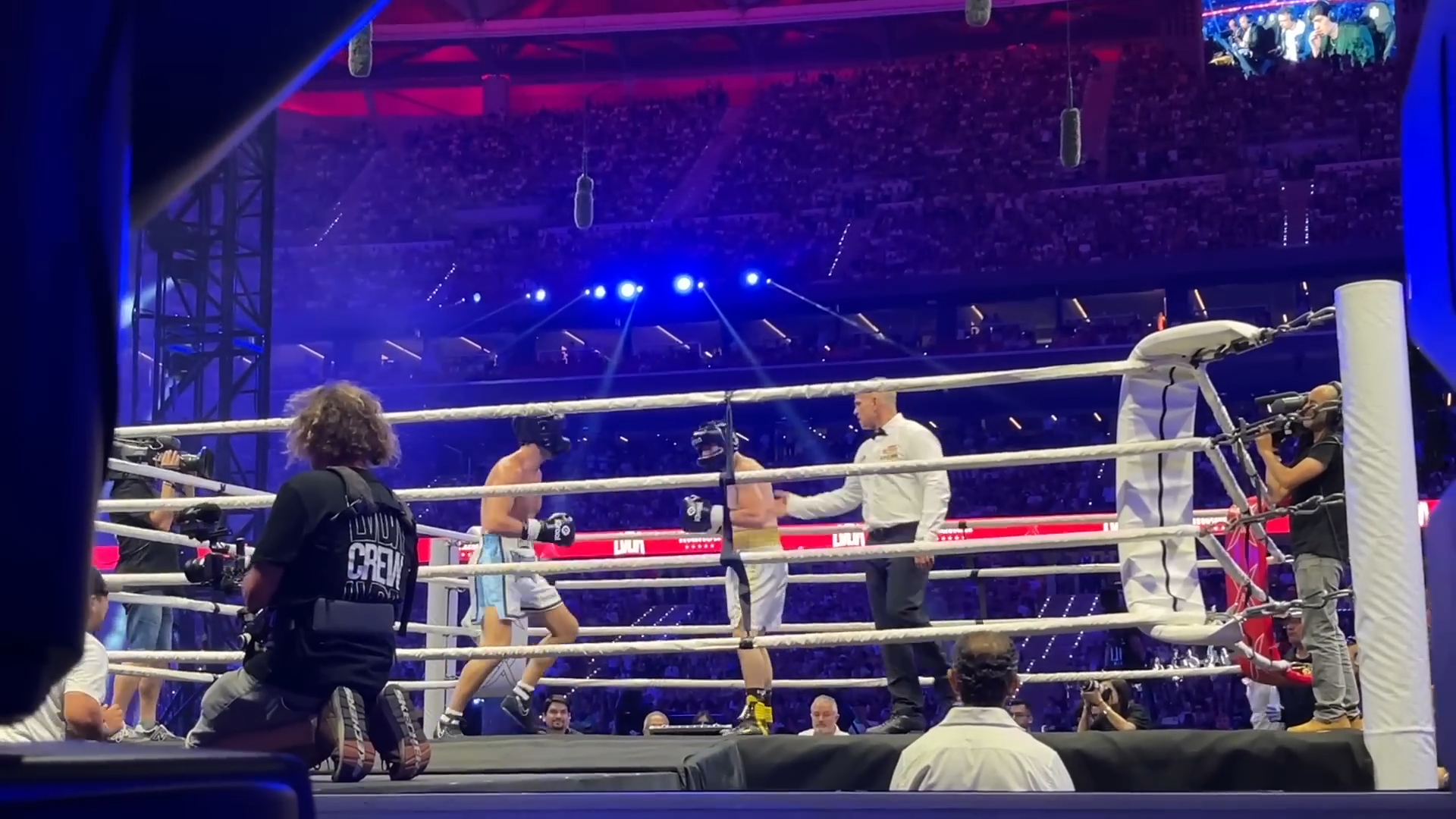
Coscu vs. Germán Garmendia
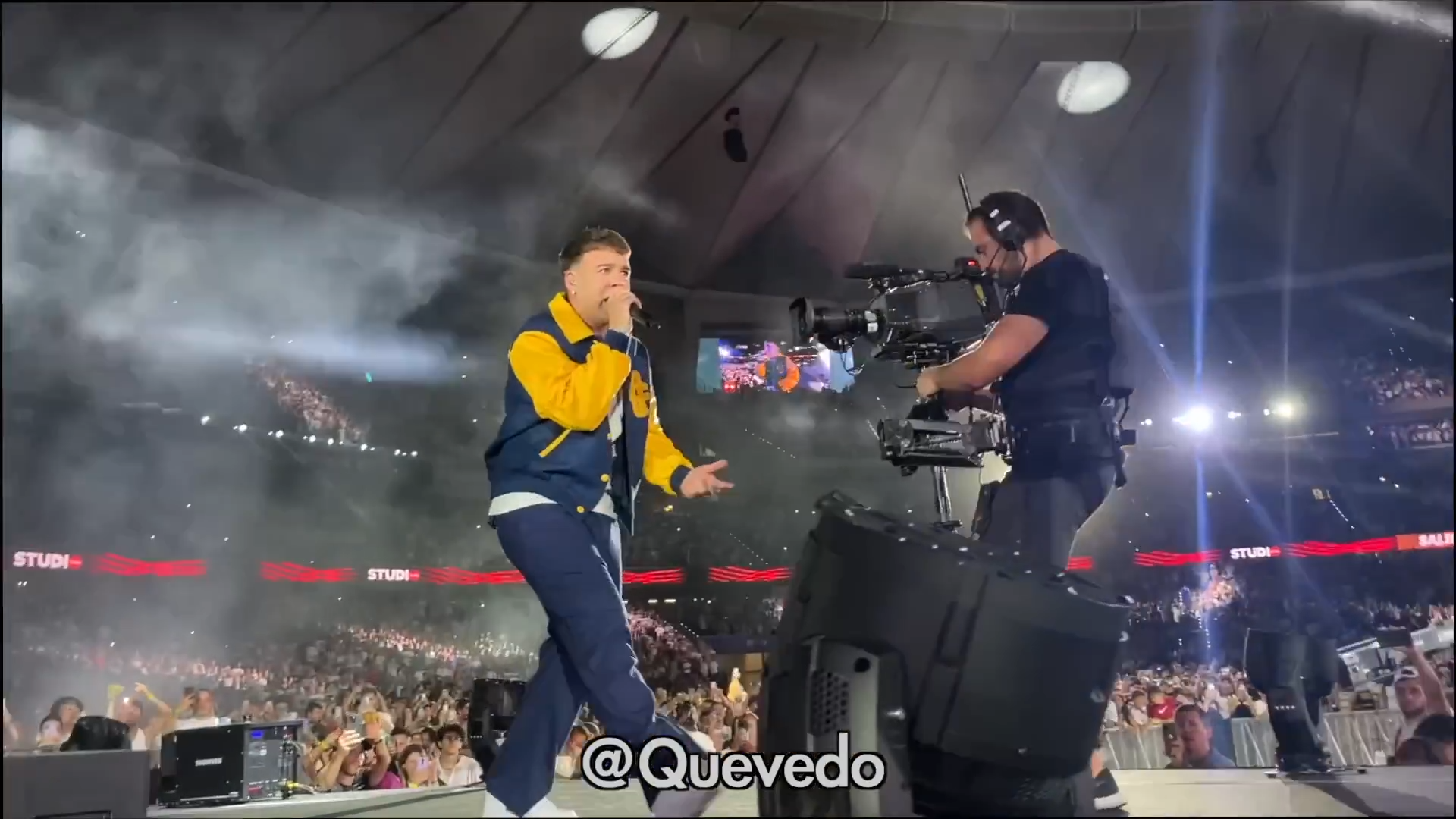
Quevedo
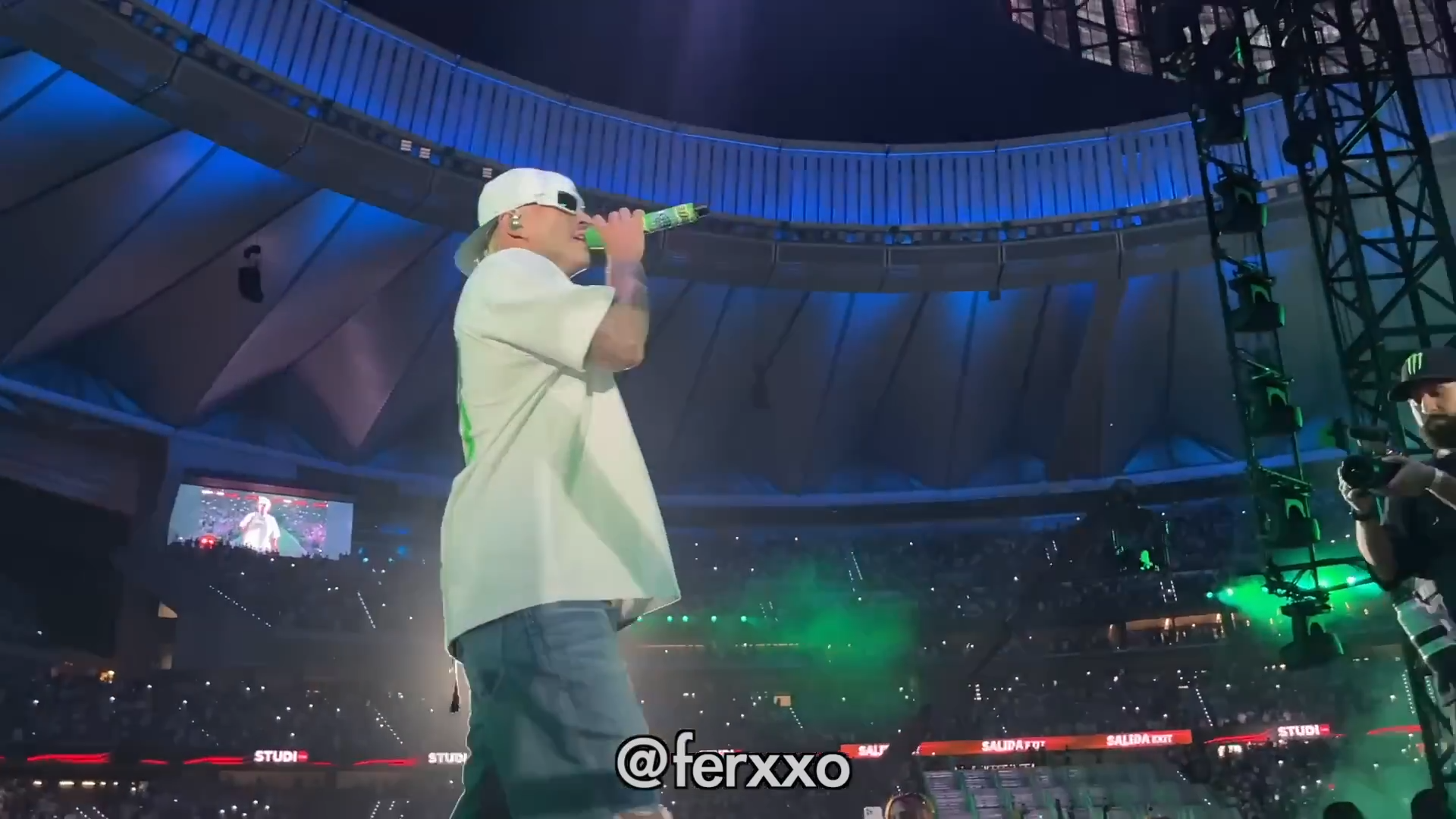
Feid

### Actuaciones
| Artista                  | Canciones |
| ------------------------ | --- |
| Estopa                   | «Tu calorro», «Vino tinto», «La raja de tu falda», «Cacho a cacho», «Como Camarón»                                                                                                  |
| María Becerra            | «Automático», «Wow wow» (snippet), «Miénteme», «Adiós», «Corazón vacío», «Te cura», «Discoteka» (junto a Lola Índigo), «¿Qué más pues?»                                             |
| Eladio Carrión           | «Mbappe», «Si la calle llama», «Coco Chanel», «Kemba Walker», «Eladio Carrion: Bzrp Music Sessions, Vol. 40»                                                                        |
| Rosario Flores           | «Te lo digo todo y no te digo na», «No dudaría», «Muchas flores» |
| Milo J Nicki Nicole Duki | «Rara vez», «Milagrosa», «Dispara», «Malbec», «Givenchy» |
| Feid                     | «Si te la encuentras por ahí», «Polaris (Remix)», «El cielo», «Classy 101» |
| Quevedo                  | «AHORA QUÉ», «Columbia (adelanto)», «WANDA», «Sin Señal», «Playa del Inglés», «Punto G», «Vista al mar», «Quevedo: BZRP Music Sessions, Vol. 52»                                    |
| Ozuna                    | «Baila baila baila», «Del mar», «Caramelo», «Se preparó», «Dile que tú me quieres», «Mercho (Remix)» (junto a LiL CaKe), «El Farsante», «Te boté (Remix)», «Hey mor» (junto a Feid) |

Además de las propias actuaciones, que se realizaron en un escenario con ese fin, hubo otras intervenciones de artistas que se exponen en la siguiente tabla:
| Artista                        | Contexto |
| ------------------------------ | --- |
| Lola Índigo                    | Irrumpió durante la actuación de María Becerra para cantar juntas «Discoteka» juntas.                                       |
| Kidd Keo                       | Durante la salida de Marina Rivers al ring, fue acompañada por el rapero mientras cantaba «24h».                            |
| Grupo de mariachis             | Durante la salida de Samy Rivers al ring, fue acompañada por un grupo de mariachis que interpretaron «The Final Countdown». |
| El Jordan 23                   | Durante la salida de Shelao al ring, fue acompañado por él mientras cantaba «Anti rana».                                    |
| LiL CaKe                       | Irrumpió durante la actuación de Ozuna para cantar «Mercho (Remix)» juntos.                                                 |
| Feid                           | A pesar de contar con una actuación propia, cantó «Hey mor» en la actuación de Ozuna.                                       |
| Khea                           | Durante la salida de Coscu al ring, fue acompañado por el rapero mientras cantaba «Ánimo».                                  |
| Polimá Westcoast Pablo Chill-E | Durante la salida de Germán Garmendia al ring, fue acompañado por los cantantes, que interpretaron «My Blood».              |

## Cuarta edición (2024)
La cuarta edición se disputó el 13 de julio de 2024 en el Estadio Santiago Bernabéu de Madrid, con capacidad para 78.297 espectadores. Esta edición logró batir por tercera vez consecutiva el récord a la retransmisión más vista de Twitch con 3 846 256 espectadores simultáneos. Además, cuenta con ciertas novedades porque se tuvo el primer combate dual, el primer combate sin casco y el primer combate con 10 participantes (El Rey de la Pista) como afirmó Ibai en su presentación de Twitch. Además, esta edición cuenta con los patrocinadores Grefusa, ElPozo, Maxibon, PRIME, Mahou, Revolut, Spotify, G-SHOCK, ALSA, Cerave, y VICIO. Esta edición contó con María Patiño y Marina Rivers como presentadoras.

### Combates
| Luchador 1 | vs. | Luchador 2                      |
| --- | --- | ------------------------------- |
| Carrera | vs. | Agustin51                       |
| Guanyar | vs. | La Cobra                        |
| Zeling Nissaxter | vs. | Alana Amablitz                  |
| byViruZz | vs. | Shelao                          |
| Rey de la Pista | |                                 |
| Luchadores | Luchadores | Top 3                           |
| Karchez vs. Peldanyos vs. Aldo Geo vs. Skain vs. Unicornio vs. Sezar Blue vs. Roberto Cein vs. Pelicanger vs. Folagor | Karchez vs. Peldanyos vs. Aldo Geo vs. Skain vs. Unicornio vs. Sezar Blue vs. Roberto Cein vs. Pelicanger vs. Folagor | Karchez Pelicanger Roberto Cein |
| Luchador 1 | vs. | Luchador 2                      |
| YoSoyPlex | vs. | El Mariana                      |

Notas
- Will Smith fue el invitado especial de la cuarta edición de La Velada del Año.[34]
- Los combates fueron arbitrados por Salvador Salvà Rodríguez, el mismo árbitro que ya estuvo presente en las tres anteriores veladas.
- El combate entre Viruzz y Shelao fue el primer combate que se disputó sin casco.
- El combate entre Guanyar y La Cobra fue ganado por este por RSC
- Durante el pesaje del evento se confirmó que Ángelo Valdés (Will) no puede participar en el formato "Rey de la Pista" debido a un problema con el visado para viajar.[35]

### Actuaciones
| Artista         | Canciones |
| --------------- | --- |
| Julieta Venegas | «Limón y sal», «Mismo amor», «Eres para mí», «Lento», «Me voy». |
| Paulo Londra    | «Tal vez», «Plan A», «Posdata:», «Nena maldición», «Paracaídas», «Adán y Eva». |
| Young Miko      | «Lisa», «FINA», «offline», «Classy 101», «Chulo pt.2», «Young Miko: Bzrp Music Sessions, Vol. 58». |
| David Bisbal    | «Ajedrez», «Silencio», «Bulería», «Esclavo de sus besos», «Ave María», «Wavin' Flag». |
| Will Smith      | «Gettin' Jiggy Wit It», «Switch», «Miami», «You Can Make It», «Work of Art» (canción no estrenada). |
| Bizarrap        | «Shakira: BZRP Music Sessions, Vol. 53», «Nathy Peluso: BZRP Music Sessions, Vol. 36 (remix)», «Villano Antillano: BZRP Music Sessions, Vol. 51», «Eladio Carrión: BZRP Music Sessions, Vol. 40», «Morad: BZRP Music Sessions, Vol. 47», , «Malbec ft. Duki», «Quevedo: BZRP Music Sessions, Vol. 52». |
| Anuel AA        | «47», «BEBE», «Más rica que ayer». |

Además de las propias actuaciones, que se realizaron en un escenario con ese fin, hubo otras intervenciones de artistas que se exponen en la siguiente tabla:
| Artista                | Contexto |
| ---------------------- | --- |
| Kidd Keo               | Durante la salida de Agustin51 al ring, fue acompañado por el rapero mientras cantaba «Trap Life».            |
| LIT killah             | Durante la salida de Carrera al ring, fue acompañado por el cantante mientras cantaba «La Trampa es Ley».     |
| Tanxugueiras           | Durante la salida de Guanyar al ring, fue acompañado por el grupo de gallegas que interpretaron «Terra».      |
| Luis Miguel (imitador) | Durante la salida de Alana al ring, fue acompañada por él mientras cantaba «La Bikina».                       |
| Isabel Aaiún           | Durante la salida de Nissaxter al ring, fue acompañada por la cantante mientras cantaba «Potra Salvaje».      |
| Jaden Smith Russ       | Irrumpieron durante la actuación de Will Smith para cantar «Work of Art» los tres juntos.                     |
| King Savagge           | Durante la salida de Shelao al ring, fue acompañado por el cantante que interpretó «PFQG».                    |
| Alemán                 | Durante la salida de El Mariana al ring, fue acompañado por el rapero mientras cantaba «Categoría 5/Huracán». |

Notas
- Nicky Jam por alguna razón desconocida no tuvo ninguna aparición ni dio su concierto, a pesar de que estaba programado, anunciado, aparecía como uno de los protagonistas en el cartel y era una de las estrellas invitadas.[36]
- Anuel AA, la otra estrella invitada, se negó a actuar en un primer momento, y tras una hora de retraso, actuó con grandes problemas de voz, técnicos y puesta en escena (la cual aunque preparada y presente para el espectáculo no fue usada), todo esto fue visto principalmente en la canción «Más rica que ayer». Además, acortó su concierto y se marchó a la mitad de su actuación entre abucheos y «duras críticas» de los espectadores presentes.[36][37]

## Quinta edición (2025)

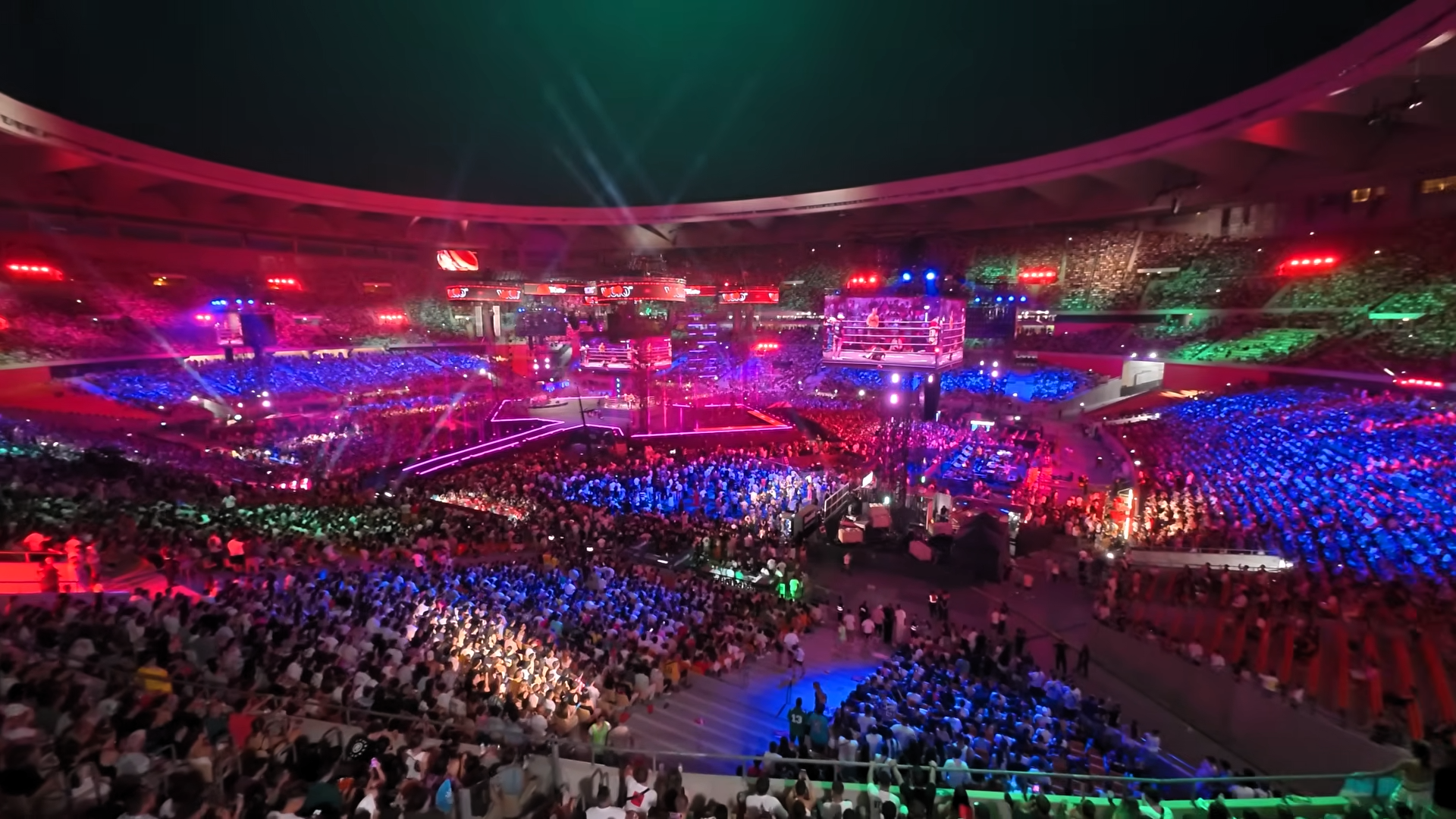
Estadio La Cartuja durante La velada 5.

La quinta edición se disputó el 26 de julio de 2025 en el Estadio La Cartuja de Sevilla. Ibai Llanos confirmó a través de su cuenta de X, que esta edición tendría lugar 7 combates de 1 contra 1, volviendo así, al formato antiguo. La Velada del Año inició a las 19:30 horas (UTC +2:00) debido a las altas temperaturas de la ciudad de Sevilla.
Además, esta edición cuenta con los patrocinadores ALSA, Spotify, Revolut, VICIO, CocaCola, InfoJobs, Grefusa, Nothing, Cerave, Mahou y Maxibon.

Esta quinta edición batió nuevamente el récord mundial de espectadores en Twitch. La transmisión alcanzó los 10.8 millones de espectadores simultáneos. En presencial, hubo más de 80.000 asistentes presenciales.

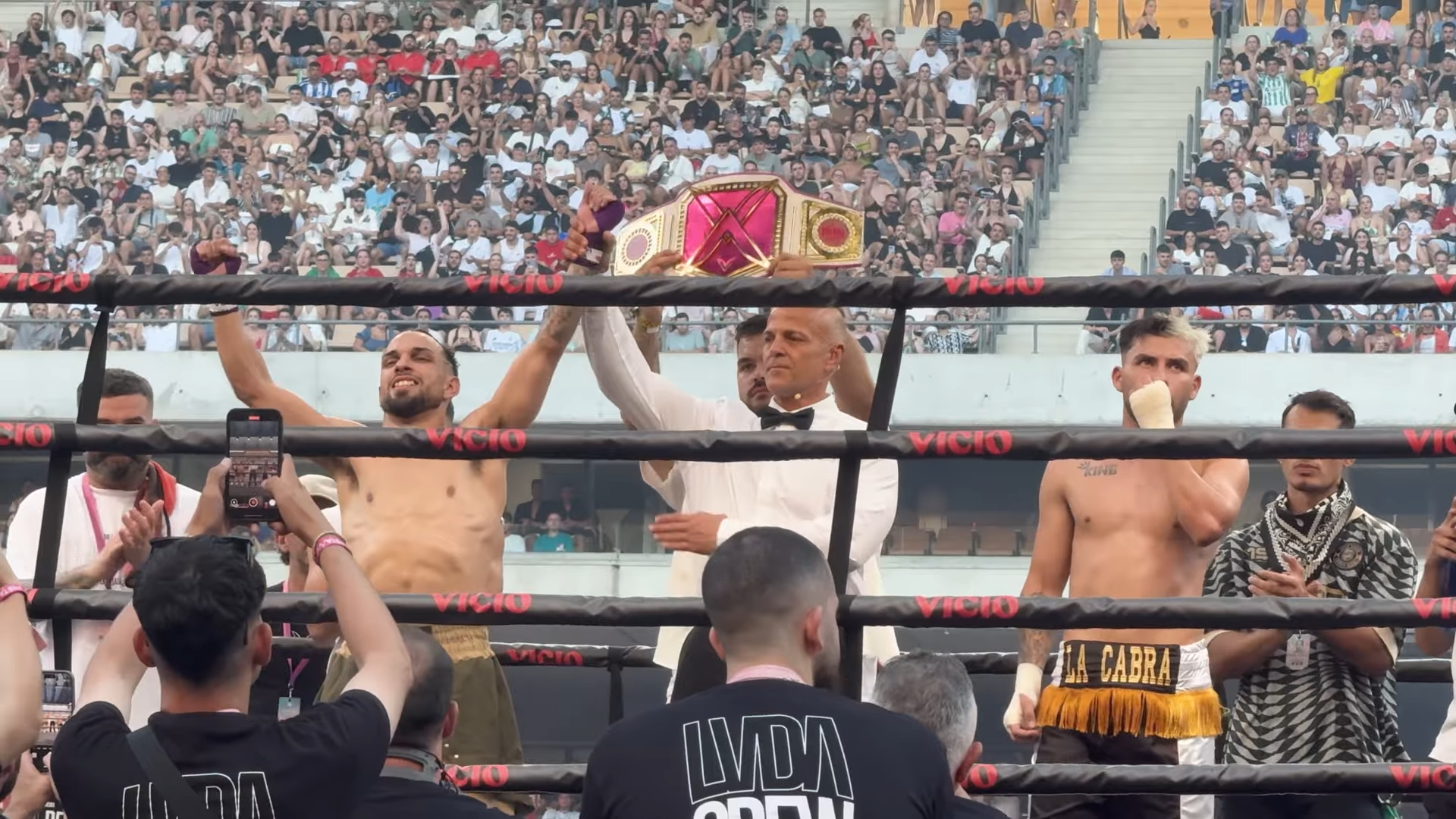
Peereira7 vs. Rivaldios
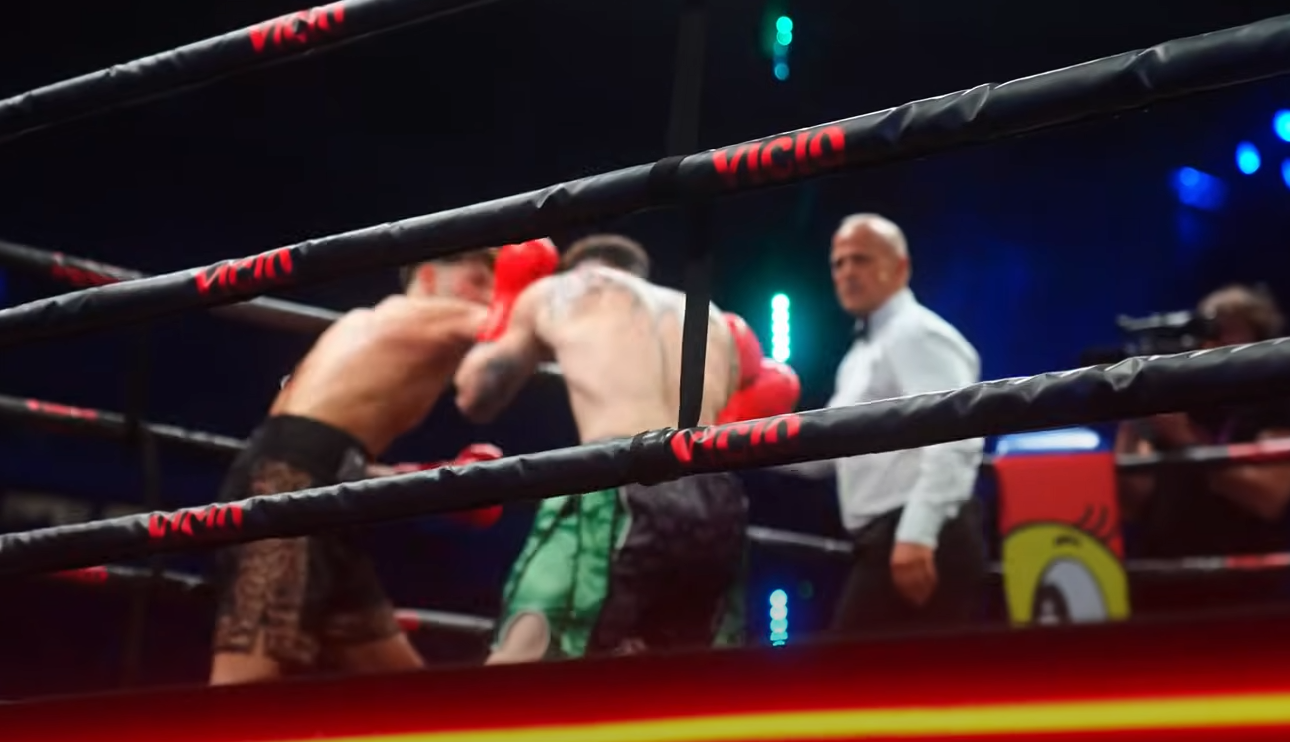
ViruZz v. Tomás Mazza
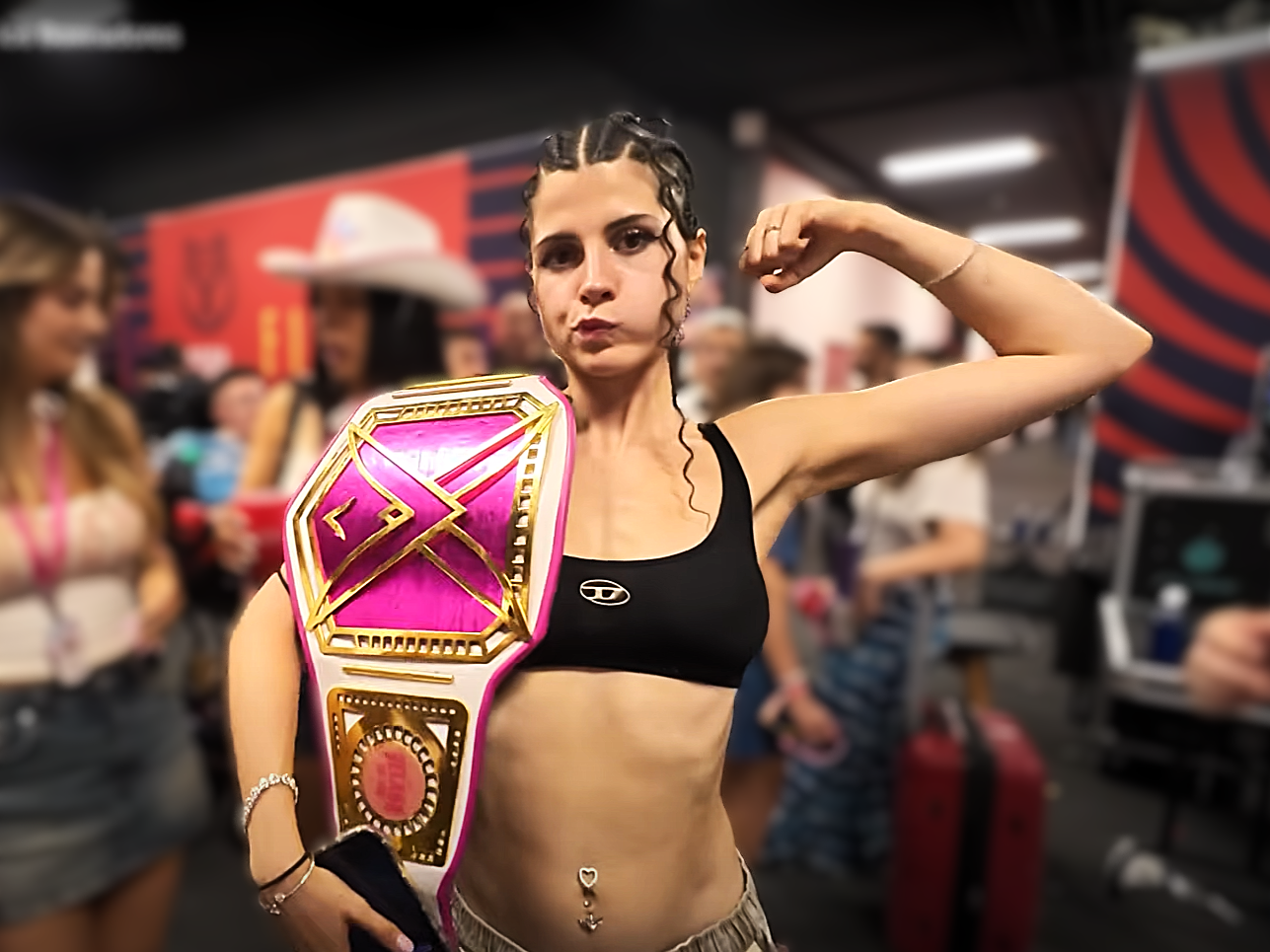
Abby
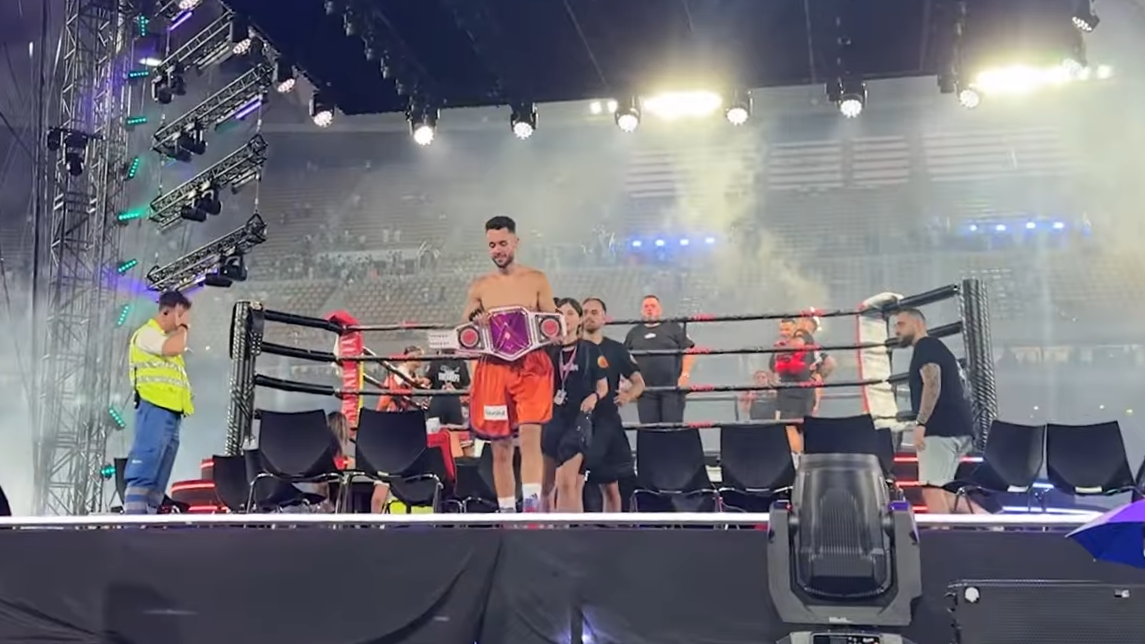
TheGrefg
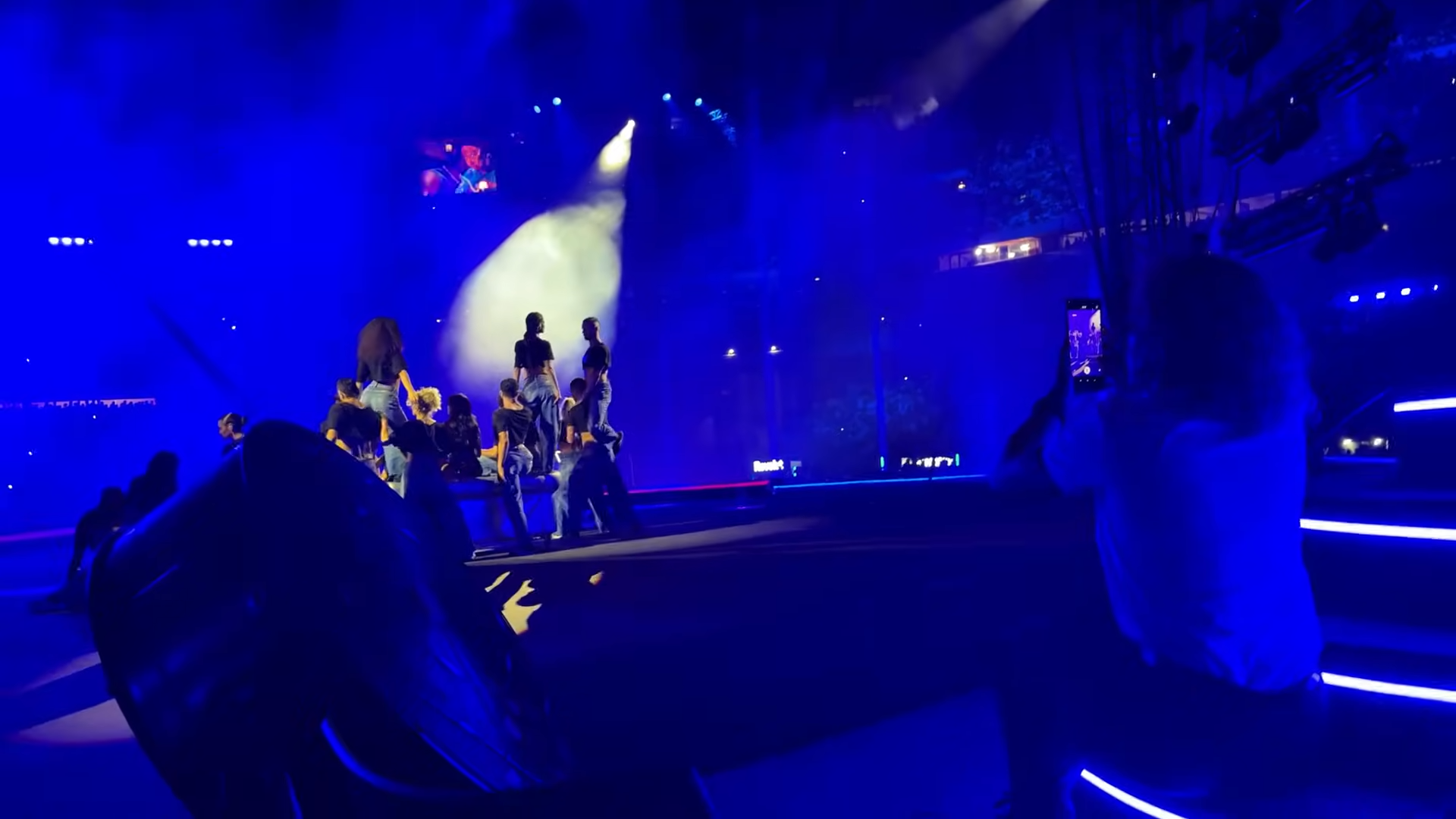
Aitana

### Combates
| Luchador 1                                              | vs. | Luchador 2  | Ref.   |
| ------------------------------------------------------- | --- | ----------- | ------ |
| Peereira7                                               | vs. | Rivaldios   | [ 42 ] |
| Alana                                                   | vs. | Ari Geli    | [ 42 ] |
| Perxitaa                                                | vs. | Gaspi       | [ 42 ] |
| Abby                                                    | vs. | Roro        | [ 42 ] |
| byViruZz                                                | vs. | Tomás Mazza | [ 42 ] |
| Andoni                                                  | vs. | Belcast     | [ 42 ] |
| TheGrefg                                                | vs. | Westcol     | [ 42 ] |
| Las casillas sombreadas indican el ganador del combate. |     |             |        |

### Actuaciones
| Artista           | Canciones |
| ----------------- | --- |
| Melendi           | «Con solo una sonrisa» ft. India Martínez, «Caminando por la vida», «El violinista en tu tejado» ft. Saiko, «El nano», «Tocado y hundido», «Lágrimas desordenadas».                            |
| 🇲🇽 Grupo Frontera | «Bebe dame» ft. Fuerza Regida, «La del Proceso» ft. Manuel Turizo, «El amor de su vida» ft. Grupo Firme, «Me jalo» x Fuerza Regida, «Un x100to» ft. Bad Bunny.                                 |
| Los del Río       | «Sevilla tiene un color especial», «Andalucía no pares de andar», «Tengo roto el corazón», «Macarena».                                                                                         |
| De la Rose        | «Cobro», «Ninfo» ft. JC Reyes, «WYA remix Red», «Aurora» ft. Mora, «Nubes» ft. Omar Courtz, «Kyoto» ft. Omar Courtz, «Quevasahacerhoy» ft. Omar Courtz.                                        |
| Eladio Carrión    | «M3» ft. Fivio Foreign, «Si la calle llama», «Sin frenos» ft. Bizarrap y Duki, «Coco Chanel» ft. Bad Bunny, «Kemba Walker» ft. Bad Bunny, «Bzrp Music Session #40», «Mbappé».                  |
| Aitana            | «6 de febrero», «Los Ángeles», «Miamor», «Gran Vía» ft. Quevedo, «Vas a quedarte», «Mon Amour» ft. Zzoilo, «Las babys».                                                                        |
| Myke Towers       | «Degenere» ft. Benny Blanco, «Lala», «Si se da» ft. Farruko, «La playa», «Mi niña» ft. Wisin y Los Legendarios, «Hora cero», «Soleao» ft. Quevedo, «Playa del inglés» ft. Quevedo, «La falda». |
| Dei V             | «UNDERCROMO» ft. W Sound (WestCOL) y Ovy On The Drums, «VelDÁ» ft. Omar Courtz y Bad Bunny |

Además de las propias actuaciones, que se realizaron en un escenario con ese fin, hubo otras intervenciones de artistas que se exponen en la siguiente tabla:
| Artista           | Contexto |
| ----------------- | --- |
| Abraham Cupeiro   | Durante la salida de Peereira7 al ring, fue acompañado por el músico, quien tocaba un carnyx.                                                           |
| Gera MX           | Durante la salida de Rivaldios al ring, fue acompañado por el artista mientras cantaba «Ferra».                                                         |
| El Jincho         | Durante la salida de Ari Geli al ring, fue acompañada por el rapero mientras cantaba «Lo Puedo Lograr», canción compuesta expresamente para su entrada. |
| Angelina Victoria | Durante la salida de Alana al ring, fue acompañada por la artista mientras ambas interpretaban «Cielito Lindo».                                         |
| Ilan Amores       | Durante la salida de Gaspi al ring, fue acompañado por el artista mientras interpretaba «Bar La Perla».                                                 |
| Rojuu             | Durante la salida de Abby al ring, fue acompañada por el rapero mientras cantaba «#BrooklynBloodPop!».                                                  |
| Lucho SSJ         | Durante la salida de Tomás Mazza al ring, fue acompañado por el rapero mientras cantaba «Flow HP».                                                      |
| RVFV              | Durante la salida de byViruZz al ring, fue acompañado por el rapero mientras cantaba una canción compuesta expresamente para su entrada.                |
| Arcángel          | Durante la salida de Westcol al ring, fue acompañado por el artista mientras cantaba «Flow cabrón».                                                     |

## Recepción
En el ámbito de la lucha profesional, las opiniones sobre el evento son diversas. Hay luchadores que lo rechazan y apuntaron la falta de apoyo a la lucha profesional, entre ellos, Lara Fernández: «A ver si os dejáis de tanta Velada del Año de Ibai y asistís, pagáis para vernos y nos ayudáis a los atletas de verdad y no a gente haciendo el payaso».
Otros tantos ven La Velada como una buena iniciativa para el boxeo, entre ellos, Jon Fernández: «Es triste que en vez de estar viendo la oportunidad que tenemos los que boxeamos, la gente que practicamos deporte, de poder estar ahí, de poder vivir esto con nuestro deporte. Al final es una publicidad muy grande al boxeo». Dentro de la organización de La Velada hay boxeadores profesionales como Sandor Martín. Este declaró antes de la tercera edición: «En España no me imaginaba poder ver 60 000 personas para ver boxeo». También añadió que «de momento se logra que se hable de boxeo, que es positivo», sin embargo, matizó que «lo que no podemos pretender es que la Velada del Año venga a solucionar problemas endémicos del boxeo español».